# Holcolaetis xerampelina
Holcolaetis xerampelina är en spindelart som beskrevs av Simon 1885 [1886. Holcolaetis xerampelina ingår i släktet Holcolaetis och familjen hoppspindlar. Inga underarter finns listade i Catalogue of Life.